# Lutzerath
Lutzerath ist eine Ortsgemeinde im Landkreis Cochem-Zell in Rheinland-Pfalz. Sie gehört der Verbandsgemeinde Ulmen an. Lutzerath ist ein staatlich anerkannter Erholungsort und gemäß Landesplanung als Grundzentrum ausgewiesen.

## Geographie
Lutzerath liegt in der Vulkaneifel zwischen dem Staatsbad Bad Bertrich und der Stadt Daun, nahe der Mosel, auf einem Höhenrücken (435 m ü. NHN) eingerahmt von Tälern, Wäldern und Wiesen. In der Nähe befinden sich Kraterseen.
Zu Lutzerath gehören noch der Ortsteil Driesch sowie die Wohnplätze Jagdhaus Flöder, Auf der Acht, Altmühle, Neumühle, Waldhaus Lutzerath und Waldhof.

## Geschichte
Der Ort wird erstmals 1051 urkundlich erwähnt und gehörte lange zu Kurtrier. 1726 wurde in Lutzerath ein Hauptpostamt mit einer Pferdewechselstation eingerichtet. Nach der Besetzung des linken Rheinufers (1794) durch französische Revolutionstruppen entstand 1798 der Kanton Lutzerath, der zum Rhein-Mosel-Departement gehörte. Aufgrund der Beschlüsse des Wiener Kongresses kam der Ort 1815 zum Königreich Preußen. 1817 wurde Lutzerath Sitz der gleichnamigen Bürgermeisterei im Kreis Cochem im Regierungsbezirk Koblenz, 1927 wurde aus der Bürgermeisterei das Amt Lutzerath. Seit 1946 ist der Ort Teil des damals neu gebildeten Landes Rheinland-Pfalz.
Im Zuge der in der zweiten Hälfte der 1960er Jahre begonnenen rheinland-pfälzischen Kommunalreform entstand 1968 aus dem Amt die Verbandsgemeinde Lutzerath, die 1970 in die Verbandsgemeinde Ulmen aufging. Am 7. Juni 1969 wurde die heutige Gemeinde aus den aufgelösten Gemeinden Driesch und Lutzerath neu gebildet.

## Politik

### Gemeinderat
Der Gemeinderat besteht aus 16 Mitgliedern. Bei der Kommunalwahl am 9. Juni 2024 wurden die Stimmen für die Bewerbenden erstmals nicht nach Parteienzugehörigkeit abgegeben. Es gab eine parteienunabhängige Wählergruppe, in die sich Interessierte aufnehmen lassen konnten. 99,5 % der Stimmen wurden für diese Wählergruppe abgegeben. 0,5 % der Stimmen gingen an von den Wählenden benannte Personen.

### Bürgermeister
Günter Welter wurde erstmals 2006 Ortsbürgermeister von Lutzerath. Bei der Direktwahl am 26. Mai 2019 wurde er mit einem Stimmenanteil von 78,21 % für weitere fünf Jahre in seinem Amt bestätigt. Am 9. Juni 2024 war er der einzige Kandidat und wurde mit 71,4 % der abgegebenen Stimmen wiedergewählt.

### Städtepartnerschaft
Partnerstadt von Lutzerath ist die französische Gemeinde Givry-en-Argonne.

## Kultur und Sehenswürdigkeiten

### Regelmäßige Veranstaltungen
Gemäß Veranstaltungskalender Lutzerath:
- Backfest und Sommerkirmes Driesch (an jedem ersten Wochenende im Juni; veranstaltet vom SSG Lutzerath und der Freiwilligen Feuerwehr Lutzerath)
- Kirmes (an jedem zweiten Wochenende im August; veranstaltet von der Freiwilligen Feuerwehr Lutzerath und dem SSG Lutzerath)
- Weihnachtsmarkt (an jedem ersten Sonntag im Dezember; veranstaltet vom Möhneverein Lutzerath)
- Oldtimer-Sonntag (an jedem ersten Sonntag eines Monats; begründet und veranstaltet von Reiner M. Sowa und der Ortsgemeinde Lutzerath)[11]

### Sehenswürdigkeiten
- Marien-Wallfahrtskirche in Driesch
- Aussichtspunkt Achterhöhe
- Eiszeithöhlen an der Falkenlay

Siehe auch:
- Liste der Kulturdenkmäler in Lutzerath
- Liste der Naturdenkmale in Lutzerath

## Wirtschaft und Infrastruktur
Der Ort ist geprägt durch Landwirtschaft, Tourismus und Handel. Als zentraler Ort der Umgebung hat Lutzerath viele Infrastruktureinrichtungen. Die Gemeinde war Sitz der Raiffeisenbank Lutzerather Höhe, später Raiffeisenbank Eifeltor, heute Raiffeisenbank MEHR.
Ende der 1960er Jahre plante RWE das große Pumpspeicherwerk Bremm. Dessen sechs Kilometer langer Obersee hätte im unmittelbar östlich Lutzeraths gelegenen Tal des Erdenbaches gelegen.

## Persönlichkeiten

### In Lutzerath geboren
- Adalbert von Lutzerath (um 1030 – 1097), Abt von Brauweiler
- Peter Hentges (1714–1782), Abt im Kloster Himmerod von 1752 bis 1782
- Ignatz Melsheimer (1822–1911), Förster, Weinhändler und Politiker
- Jakob Maria Josef Hart (1886–1970), römisch-katholischer Priester, Ehrendomherr zu Trier
- Hans Busch (1896–1972), Jurist, Staatssekretär

### Mit Lutzerath verbunden
- Sven Voss (* 1976), Sport- und Fernsehmoderator, wohnte in Lutzerath.
- Reiner M. Sowa (* 1959), Schriftsteller, wirkt und wohnt in Lutzerath.[11]